# Гаглоевы
Гагло́евы (осет. Гаглойтæ, груз. გაგლოშვილი) — осетинская фамилия.

## Происхождение
Судя по некоторым преданиям, Гагло, предок фамилии, в Южную Осетию пришёл из Згида. С ним был прислужник, которого Гагло поселил недалеко от себя, рядом с селением Верхний Кусджыта. Такое название село получило от названия ниши в одной из стен руинированной башни. На осетинском языке она называется куск. В этой нише стояла чаша, наполненная древним осетинским напитком ронг.
Как-то Гагло подстрелил оленя в этих местах. После завтрака охотник выпил напиток, однако вскоре чаша вновь стала полной. Гагло обратил на это внимание своего товарища Корти; тот опустошил чашу и она вновь наполнилась ронгом. Гагло ещё раз выпил напиток, но поставил чашу на место, перевернув ее. В нише находились также рога оленя, сохранившиеся до недавнего времени.
По другой версии, Гагло пришёл в Кусджыта из села Згид Северной Осетии в поисках земли. С собой привёл соседа Корти и поселил его чуть выше. Сыновья Гагло жили недалеко от фамильного святилища Мыкалгабырта. Старший из них, Джио, построил там башню. Братьев было четверо, но двоих из них убили родственники при дележе земли. Бебета, родственники Джиота, обосновались в верхнем квартале села.
Джиота владели лучшими участками пашни. По преданию, Джио был самым почётным среди Гаглоевых. Когда мужчины собирались на ныхас, «ему всегда оказывали наибольшее уважение». Ныхас Гаглоевых находился в местности Сидан. Здесь же отметим, что Габараевых также считают Гаглоевыми. Раньше они тоже жили в Кусджыта, а потом перебрались в селение Залда.

## Генеалогия
Родственными фамилиями (осет. æрвадæлтæ) Гаглоевых являются Санакоевы, Галавановы, Ванеевы, Габараевы.
| Компания | Антропоним                  | Гаплогруппы (Y-ДНК # мтДНК) |
| -------- | --------------------------- | --------------------------- |
| Genotek  | Александр Аланович Гаглоев  | J2a # HV                    |
| Genotek  | Давид Эмзарович Гаглоев     | G2a1a1a1a1a1b # HV2a        |
| Genotek  | Руслан Муратович Гаглоев    | E1b1b1a1b1a # V1            |
| Genotek  | Тамерлан Гургенович Гаглоев | E1b1b1a1b1a # G2a3          |
| FTDNA    | Gagloev                     | G2a1a1a1b1                  |
| FTDNA    | Vadim Hazbievich Gagloev    | G2a1a1a1b1a # T             |

## Известные носители
- Алан Эдуардович Гаглоев (1981) — осетинский политик, президент Южной Осетии.

Писатели
- Владимир Михайлович Гаглоев (1927—1996)
- Евгений Гаглоев (1978)
- Фёдор Захарьевич Гаглоев (1913—1983)

Спортсмены
- Александр Сергеевич Гаглоев (1990)
- Вадим Гамлетович Гаглоев (1989)
- Сослан Александрович Гаглоев (1988)
- Сослан Майрбекович Гаглоев (1986)
- Фёдор Иванович Гаглоев (1966)